# Musée de l'Or précolombien
Le musée de l'Or précolombien (Museo del Oro Precolombino « Álvaro Vargas Echeverría ») est un musée archéologique situé à San José (Costa Rica), installé dans trois étages en sous-sol, sous la Plaza de la Cultura, et géré par la Banque centrale du Costa Rica. Il est considéré comme l’un des trois plus importants musées d’Amérique latine consacrés aux objets précolombiens en or (après le musée de l'or de Bogota et le Musée de l'or du Pérou de Lima).
La collection est composée de 1600 pièces d’or précolombien qui datent d’entre 300 et 1500 apr. J.-C.. La plupart des objets proviennent du sud-ouest du Costa Rica et témoignent de la maîtrise des tribus indiennes des Chibchas et des Diquis. On trouve parmi les pièces exposées des figurines animales, des amulettes, boucles d'oreilles, des statuettes érotiques, un guerrier grandeur nature paré d'ornements en or (El Guerrero) et une réplique d'une tombe précolombienne contenant 88 objets en or, découverte dans les années 1950 dans une bananeraie du Sud-Est (site de Finca 4).
Le musée de la Numismatique occupe le même bâtiment. Il présente des objets divers (pièces, billets, sacs de café et banane) remontant jusqu'en 1502, dont la première pièce du pays (Medio Escudo), frappée en 1825, quand le Costa Rica faisait partie de la République fédérale d'Amérique centrale.

## Galerie

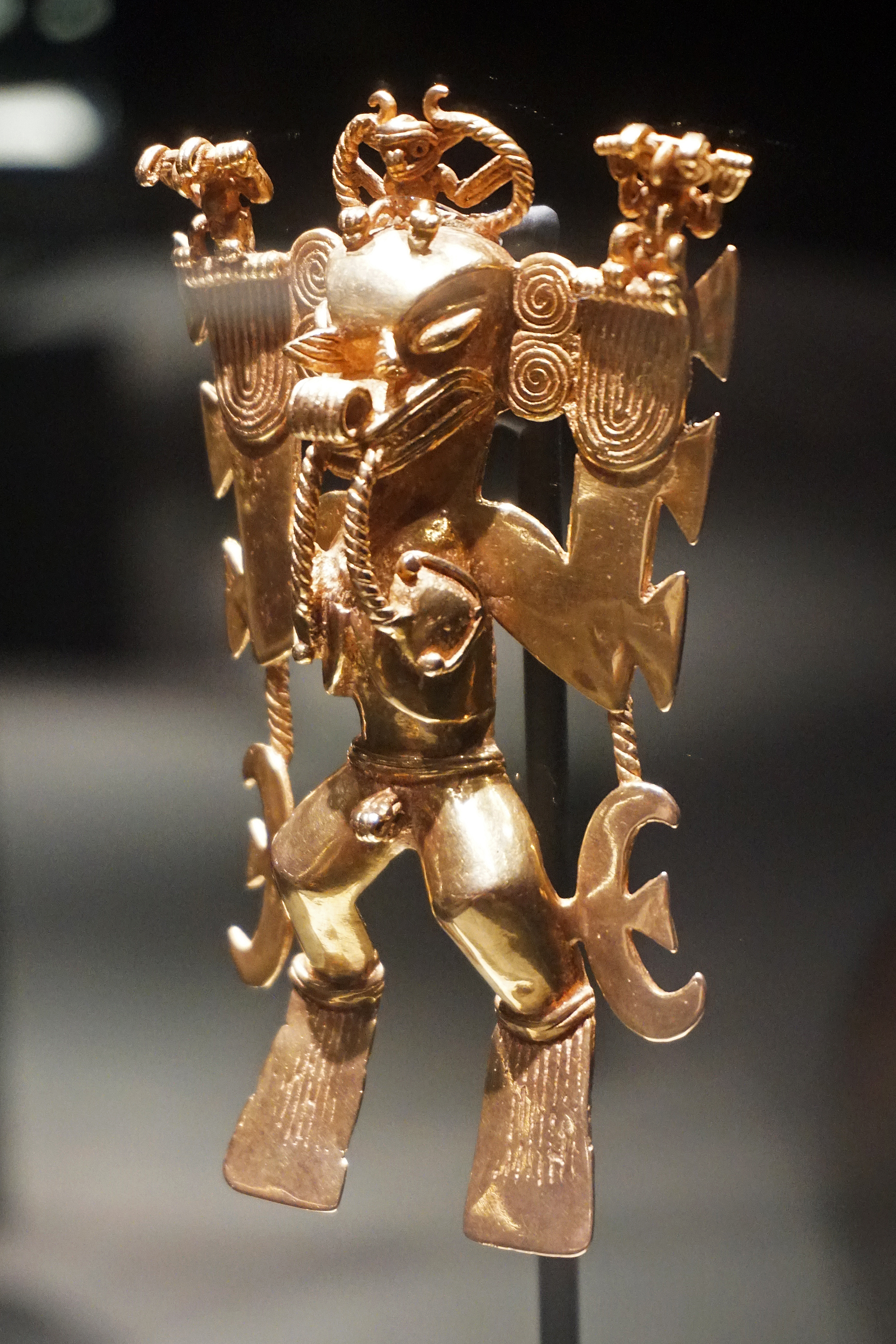
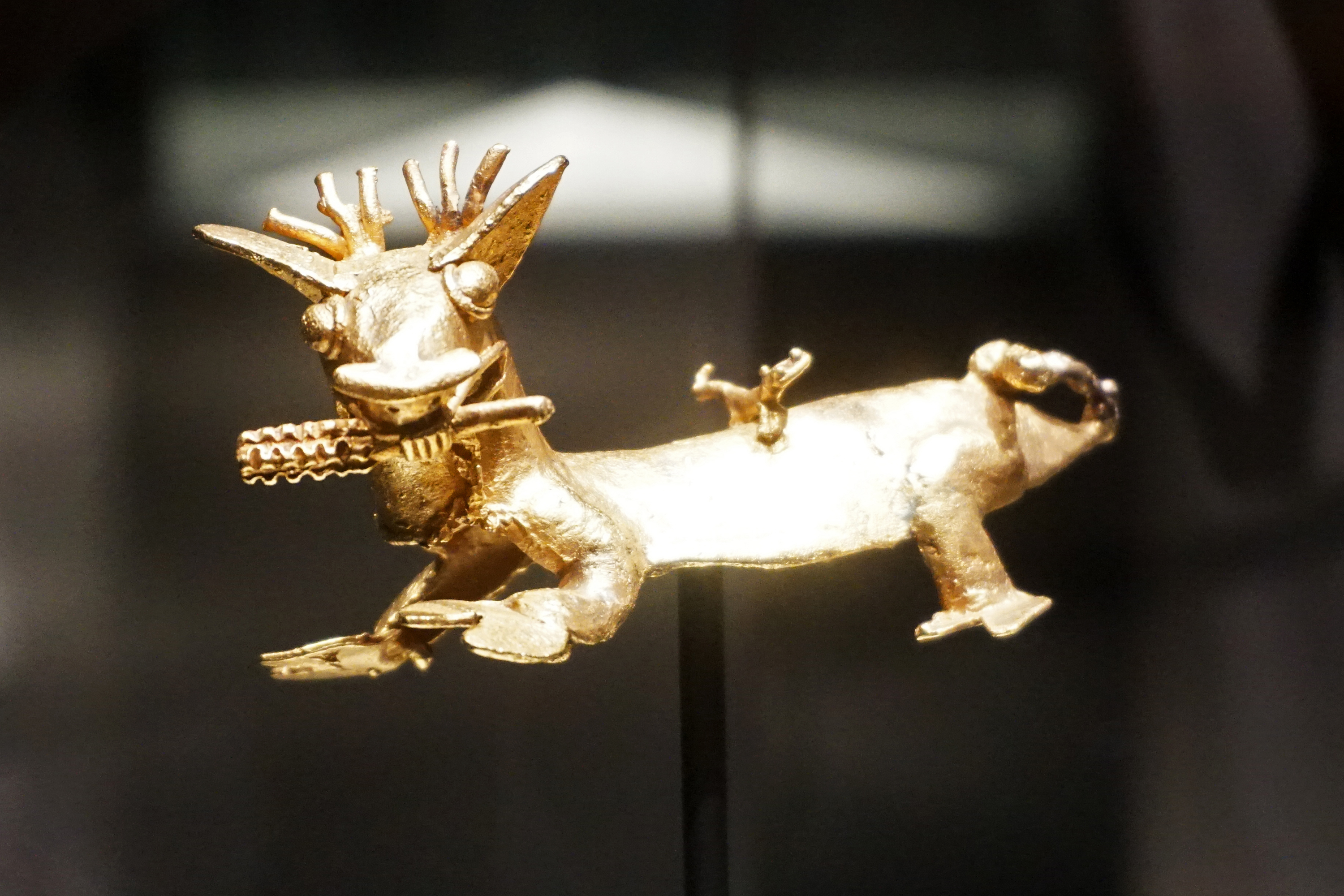
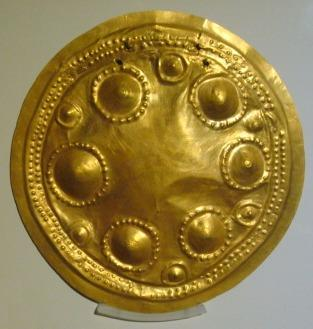
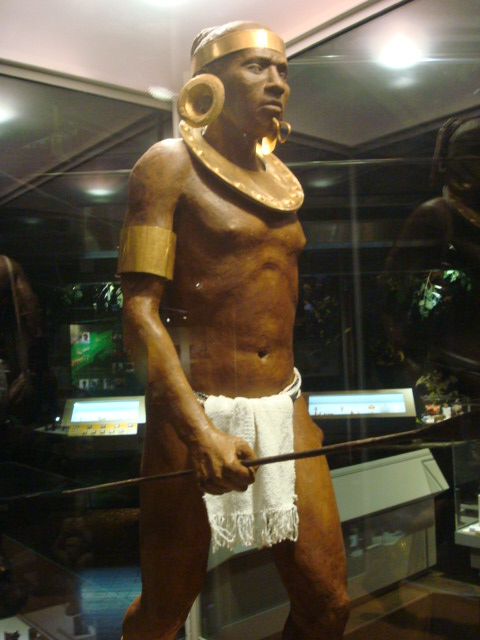
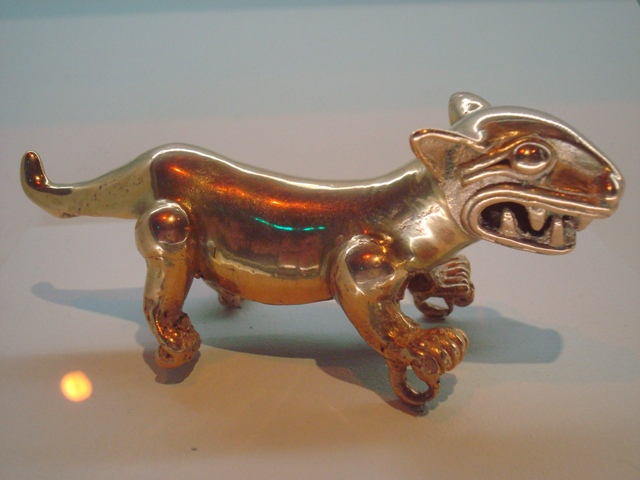
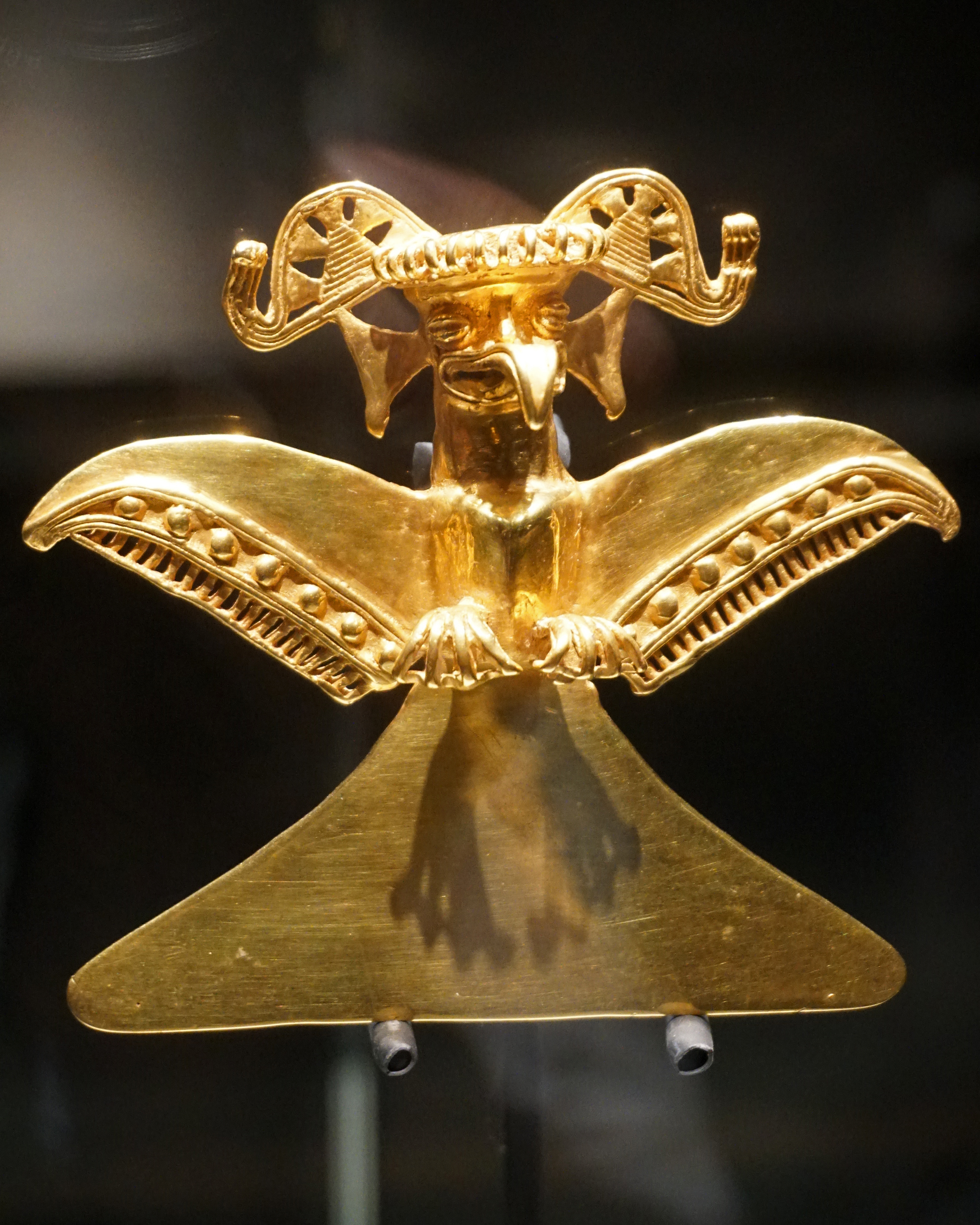
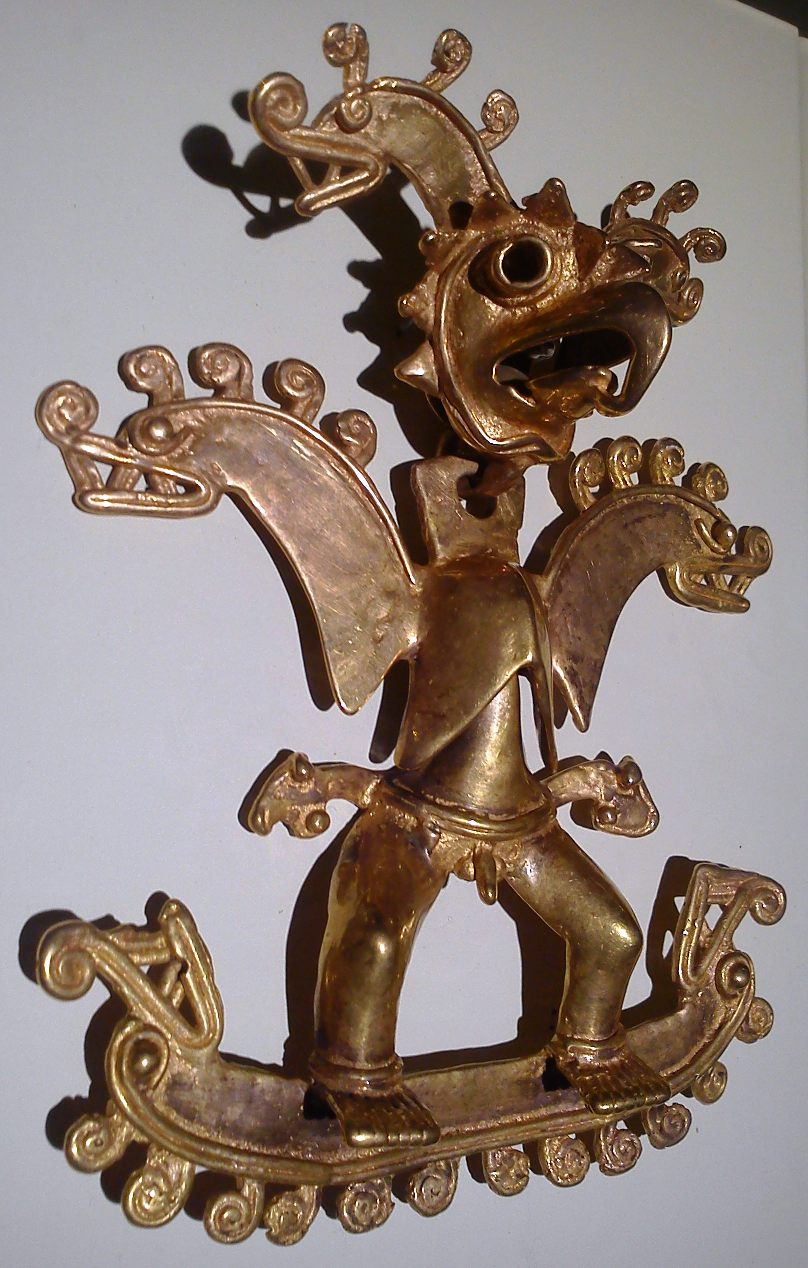
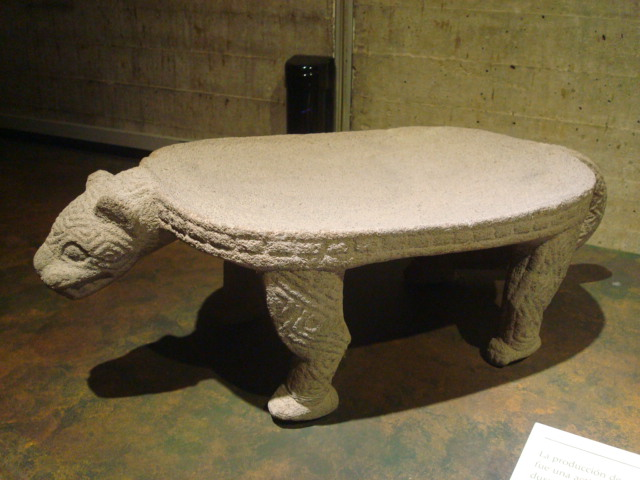
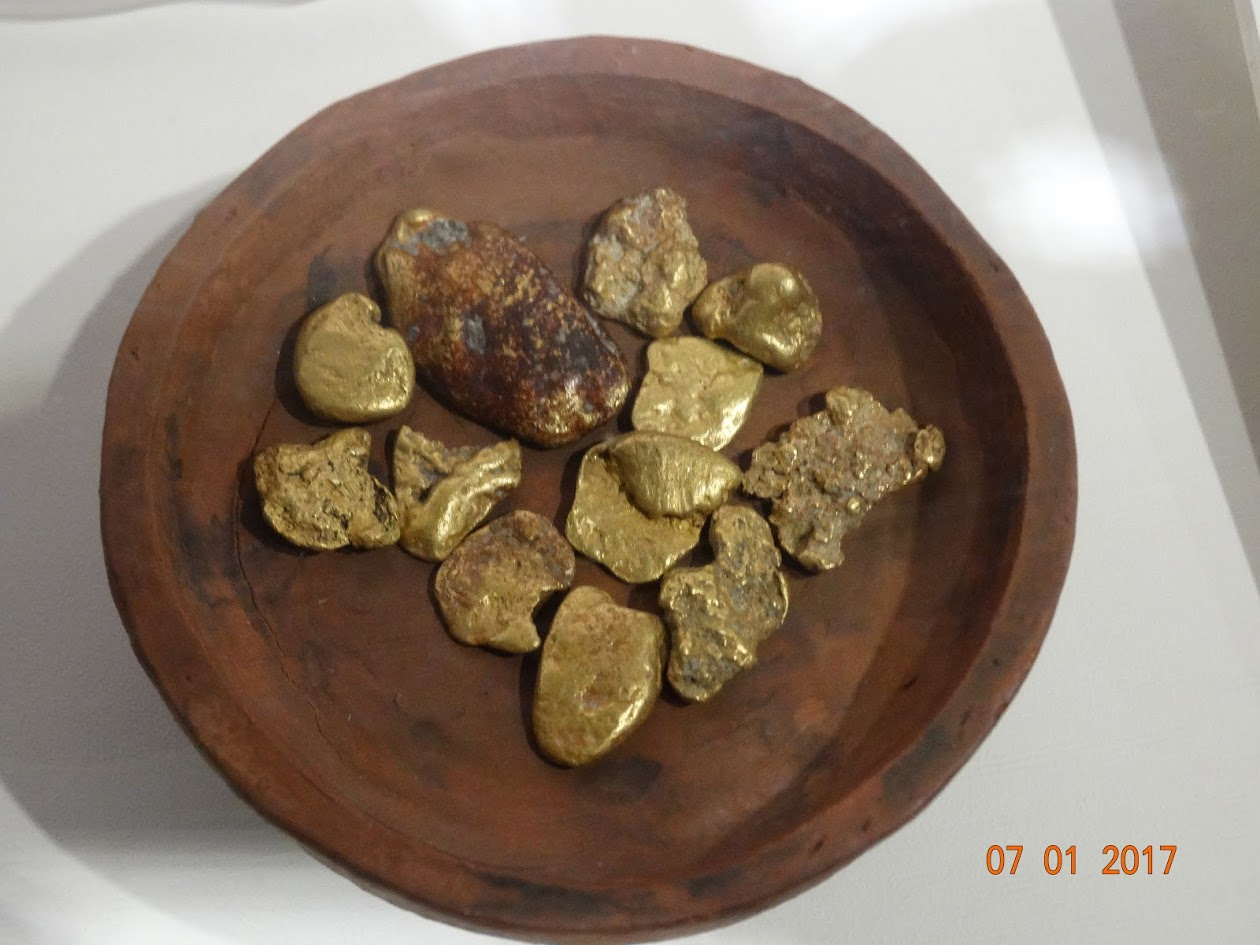
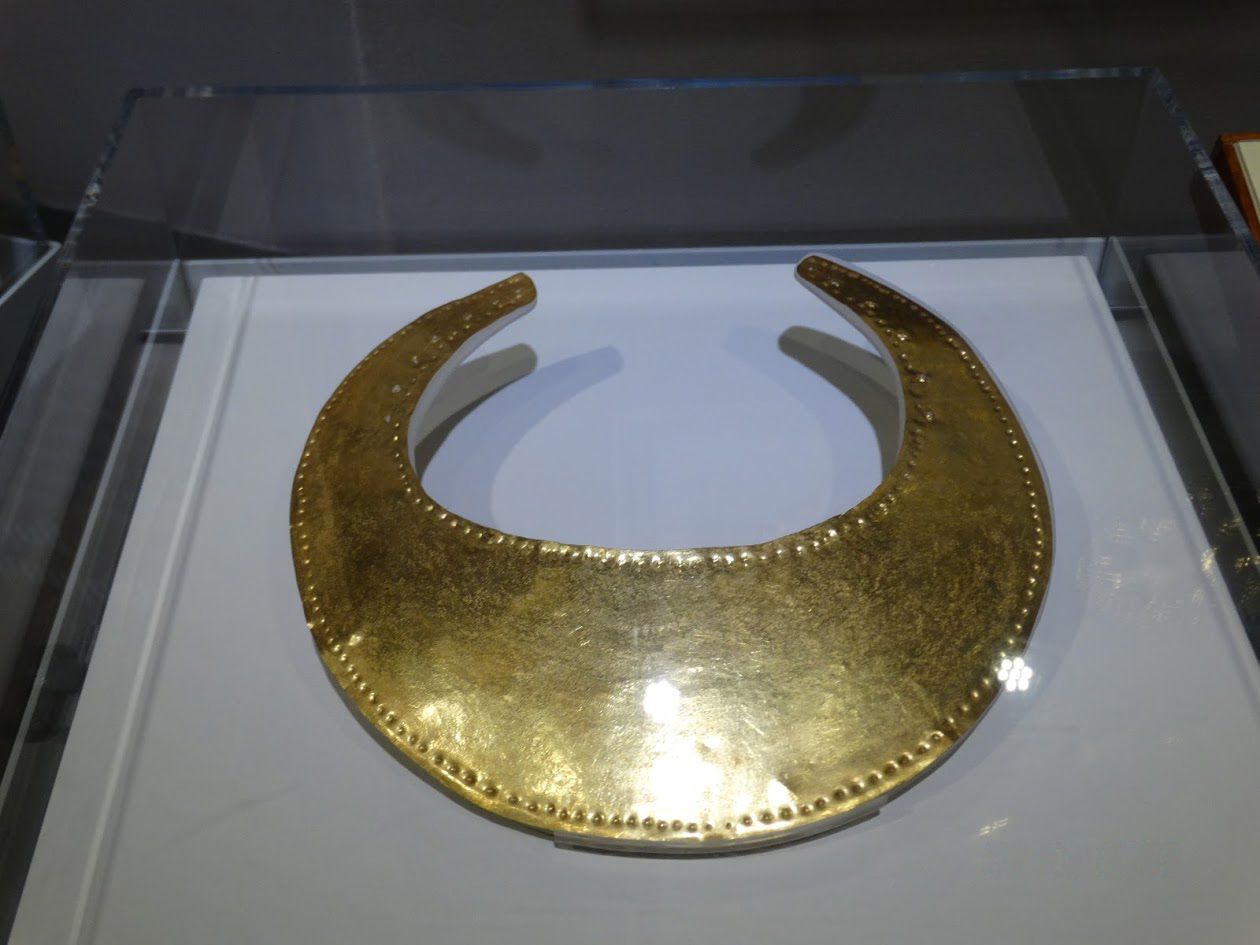
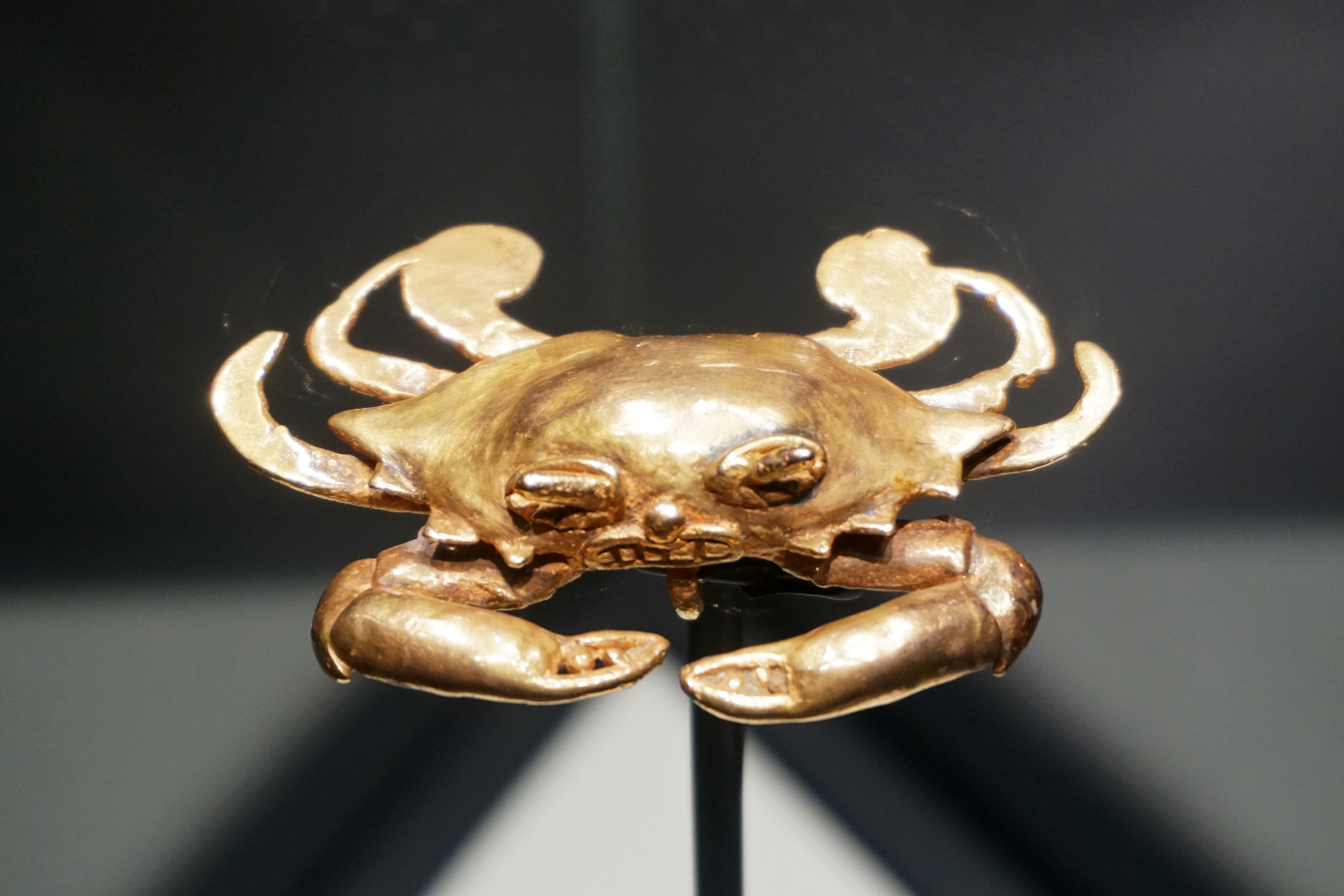
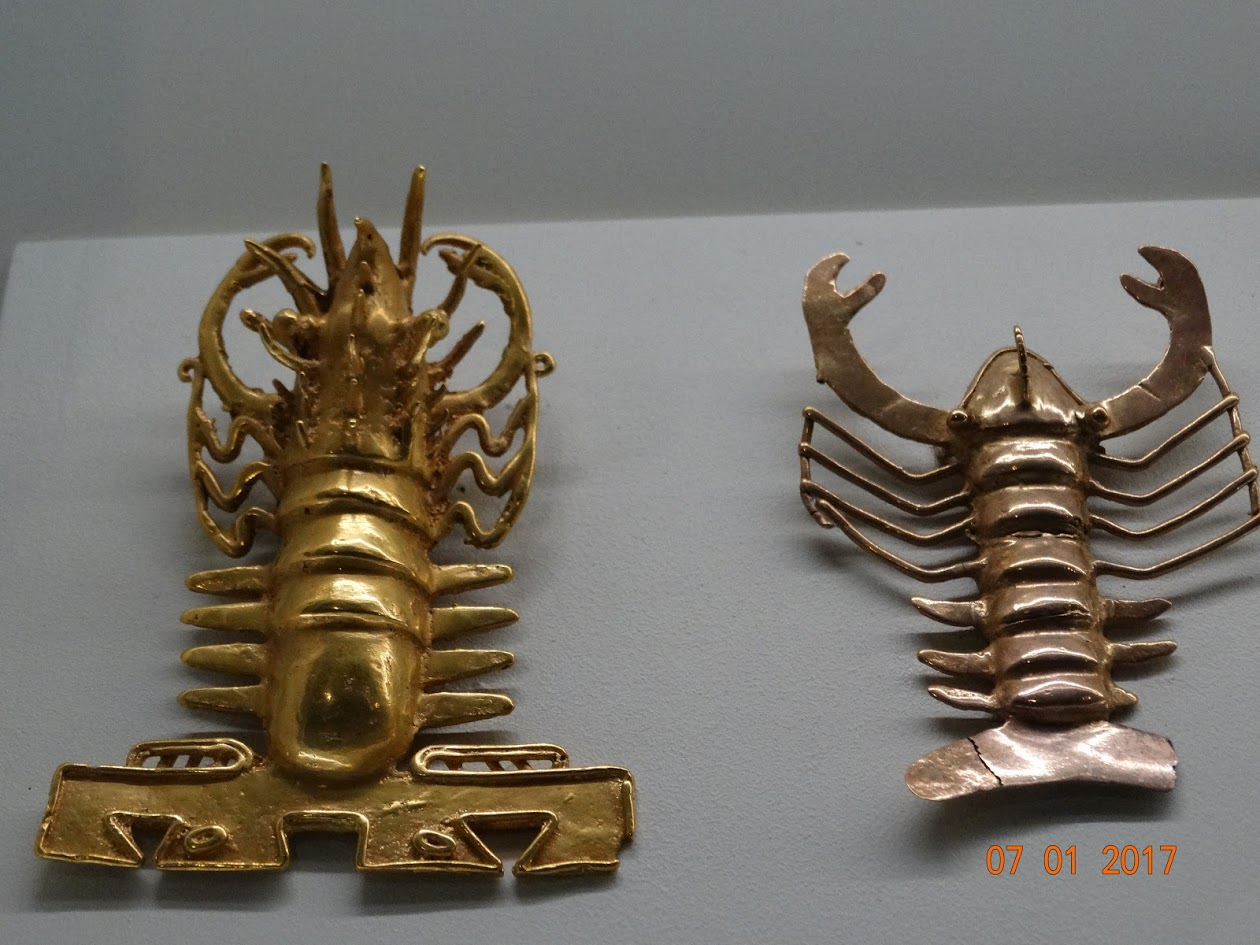
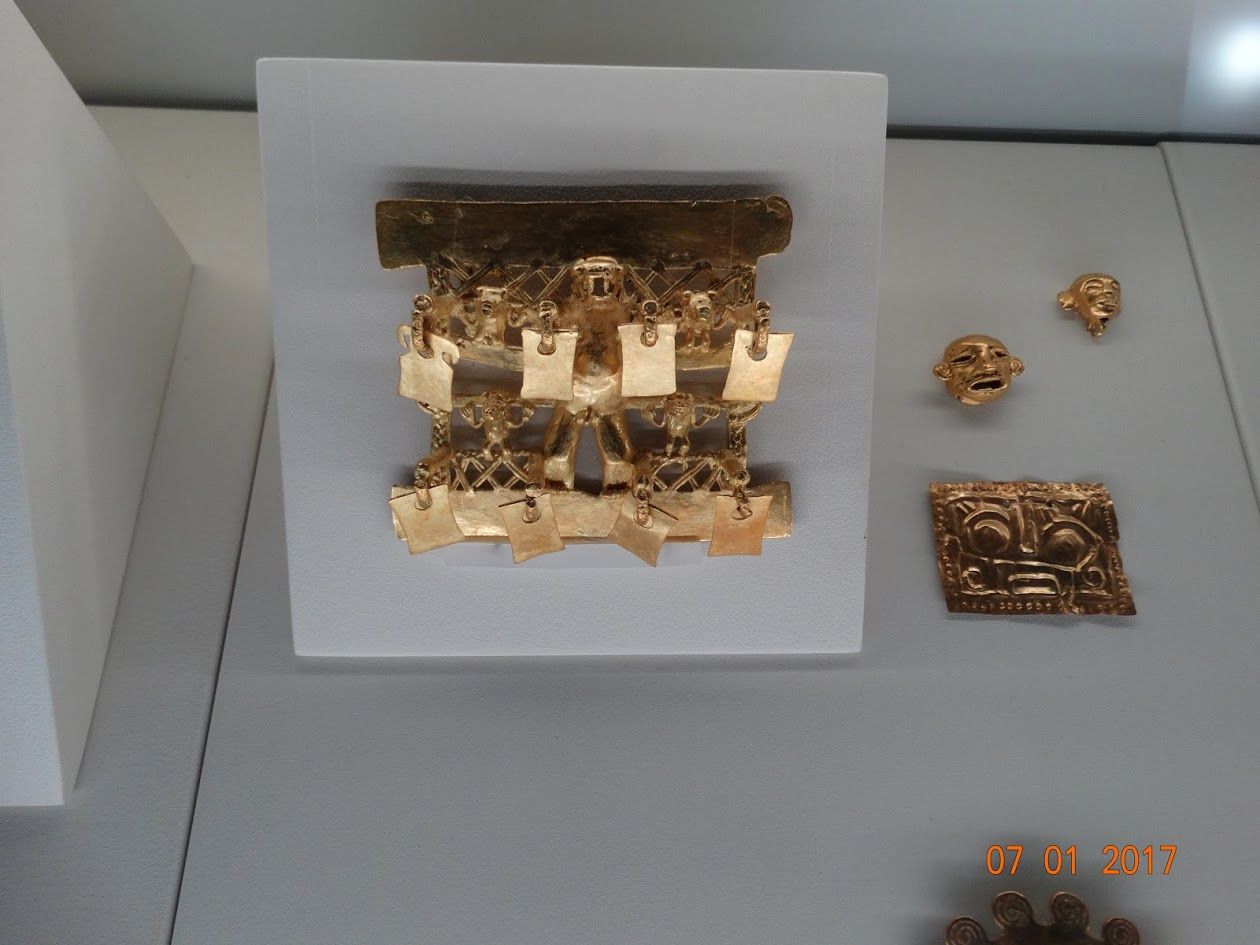
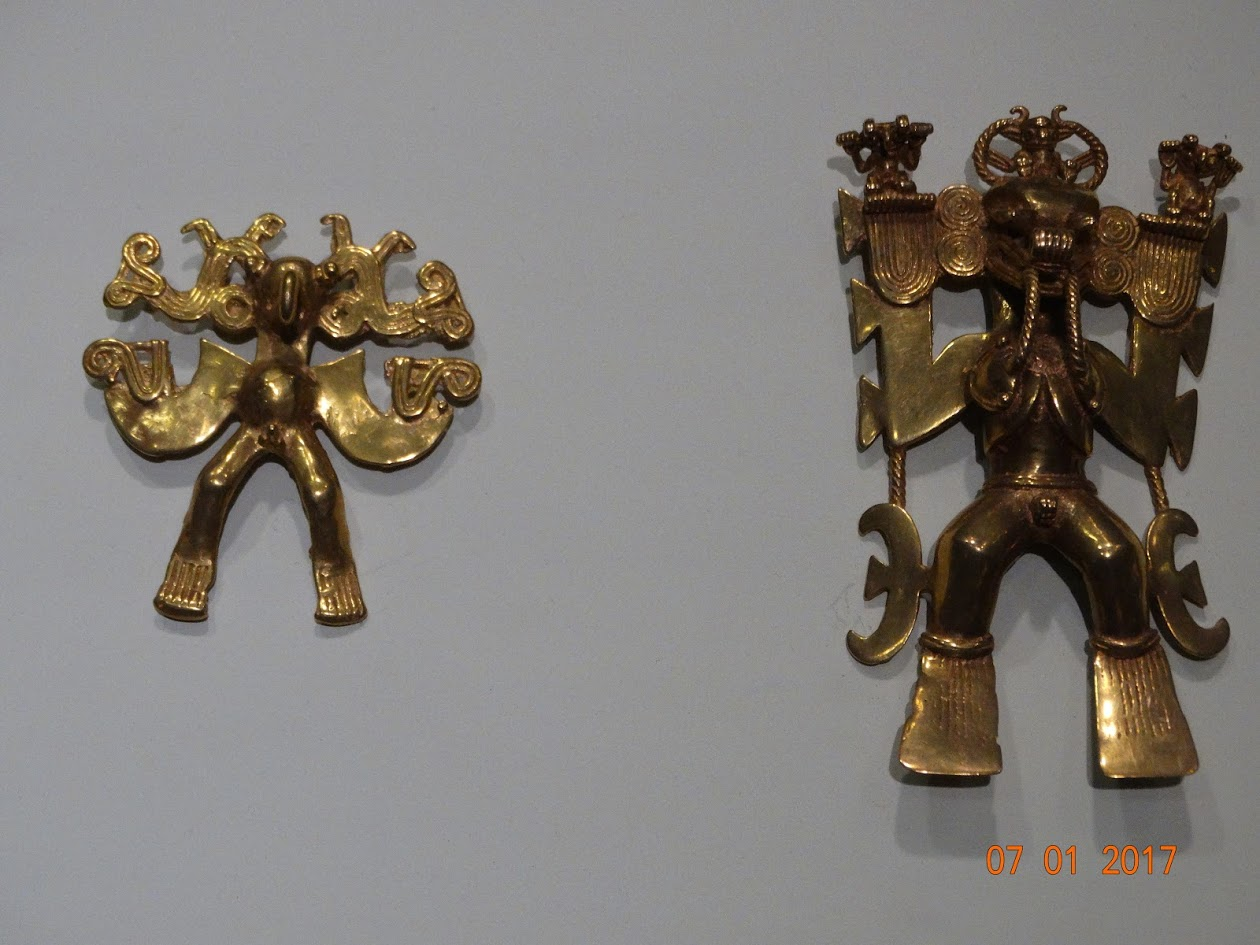
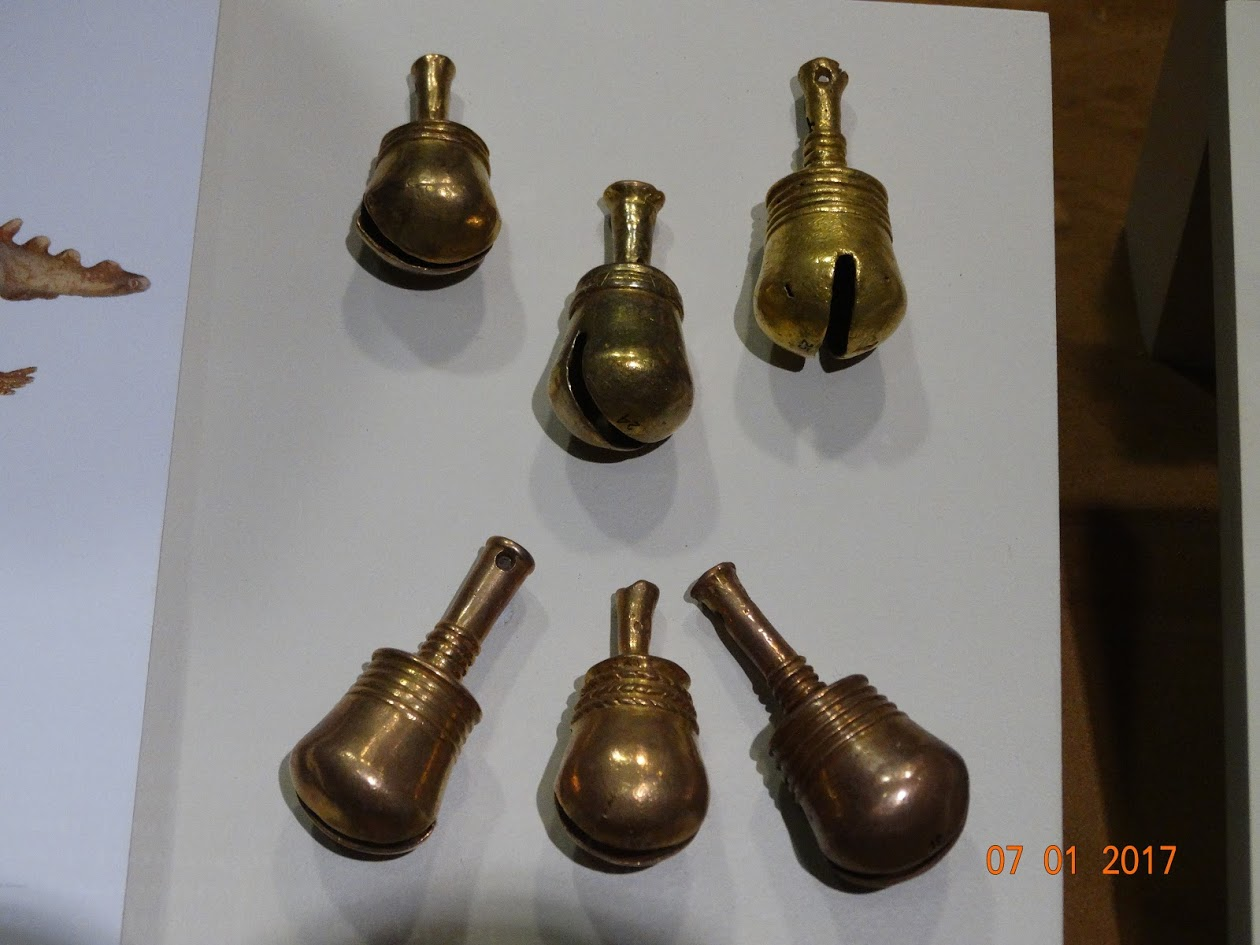